# App Inventor
App Inventor — среда визуальной разработки только android-приложений, требующая от пользователя минимальных знаний программирования. Первоначально разработана в Google Labs, после закрытия этой лаборатории была передана Массачусетскому технологическому институту.

## Описание
App Inventor использует графический пользовательский интерфейс (GUI), очень похожий на языки программирования Скретч и StarLogo. Версия для устройств на базе iOS все еще находится в стадии разработки. При создании App Inventor Google опирался на значительные предшествующие исследования в области образовательных вычислений.
App Inventor также поддерживает использование облачных данных через экспериментальный компонент Firebase Realtime Database.

## Особенности
Для программирования в App Inventor используется графический интерфейс, визуальный язык программирования, очень похожий на язык Scratch и StarLogo TNG.

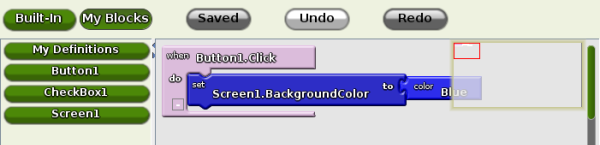
App Inventor Block Editor

Компилятор, переводящий визуальный блочный язык App Inventor в байт-код Android, основан на фреймворке GNU для реализации динамических языков Kawa, реализующего (в числе прочего) Scheme (диалект лиспа) для java платформы (и Android).
Данный программный продукт разработан в компании Google с использованием Java-библиотеки Open Blocks, разработанной в MIT. После решения о закрытии Google Labs компания объявила и о прекращении работы над проектом. Вместе с тем было объявлено о намерении сделать данное приложение открытым, с возможным последующим использованием его в образовании. Вслед за этим Массачусетский технологический институт сообщил об открытии нового центра мобильного обучения на базе данного программного продукта, одним из профессоров которого станет создатель скретча Митчелл Резник.
В начале марта 2011 года Массачусетский институт запустил публичную бета-версию проекта, доступную на сайте appinventor.mit.edu.

## Google Blockly
На основе кода ранних версий AppInvertor в Google был разработан Google Blockly, встраиваемый в приложения компонент, позволяющий включать в них язык визуального программирования. Современные версии App Inventor также используют Blockly.

## Аналоги
- Kodular (ранее AppyBuilder)
- Thunkable
- WxBit (китайская версия)
- Niotron
- Appzard